# Collision in Korea
Collision in Korea, ufficialmente conosciuto come Pyongyang International Sports and Culture Festival for Peace (平和のための平壌国際体育・文化祝典), si svolse il 28 e 29 aprile 1995 presso il May Day Stadium di Pyongyang, Corea del Nord. Si trattò di un evento di wrestling in pay-per-view prodotto in collaborazione dalla World Championship Wrestling (WCW) e dalla New Japan Pro-Wrestling (NJPW). Negli Stati Uniti l'evento venne trasmesso in televisione il 4 agosto 1995.

## Antefatto
L'evento è l'unico pay-per-view di una federazione di wrestling statunitense svoltosi in Corea del Nord, ed attualmente detiene il record di pubblico per un evento di wrestling dal vivo, con un pubblico di 165,000 e 190,000 persone rispettivamente per il primo e il secondo giorno. Il giornalista americano Dave Meltzer riportò delle cifre differenti pari a 150,000 e 165,000 rispettivamente.
Hidekazu Tanaka della NJPW fu l'annunciatore sul ring dello show, mentre ad arbitrare i vari match furono Masao Tayama e Tiger Hattori. Del commento si occuparono Eric Bischoff, Mike Tenay, e Kazuo Ishikawa.
È uno dei pochi pay-per-view della WCW non ancora disponibile sul canale WWE Network. Nonostante sia uno degli eventi con il maggior numero di spettatori, all'attivo, esso, per via delle controversie scaturite, non è mai stato ricordato in alcun modo dalla WWE nei suoi programmi o sul WWE Network, come già detto prima.
Negli anni seguenti, gli atleti che parteciparono a tale evento ebbero da ridire su di esso, il quale aveva causato non poche controversie dal punto di vista emotivo (dei lottatori stessi) e legale. Una puntata della serie televisiva documentaristica Dark Side of the Ring, andata in onda il 20 maggio 2021, racconta molti aneddoti e retroscena su Collision in Korea.

## Risultati
| # | Incontri                                                                                          | Stipulazione                                     | Durata |
| - | ------------------------------------------------------------------------------------------------- | ------------------------------------------------ | ------ |
| 1 | Wild Pegasus ha sconfitto 2 Cold Scorpio                                                          | Single match                                     | 6:22   |
| 2 | Yūji Nagata ha sconfitto Tokimitsu Ishizawa                                                       | Single match                                     | 4:28   |
| 3 | Hiro Saitō e Masahiro Chono hanno sconfitto El Samurai e Tadao Yasuda                             | Tag Team match                                   | 8:06   |
| 4 | Akira Hokuto e Bull Nakano hanno sconfitto Manami Toyota e Mariko Yoshida                         | Tag Team match                                   | 8:34   |
| 5 | Shinya Hashimoto (c) vs. Scott Norton è terminato in un pareggio                                  | Single match per l'IWGP Heavyweight Championship | 20:00  |
| 6 | Road Warrior Hawk ha sconfitto Tadao Yasuda                                                       | Single match                                     | 2:21   |
| 7 | The Steiner Brothers (Rick Steiner e Scott Steiner) hanno sconfitto Hiroshi Hase e Kensuke Sasaki | Tag Team match                                   | 11:51  |
| 8 | Antonio Inoki ha sconfitto Ric Flair                                                              | Single match                                     | 14:52  |